# أوتيس أرمسترونغ
أوتيس أرمسترونغ (بالإنجليزية: Otis Armstrong)‏ هو لاعب كرة قدم أمريكية أمريكي، ولد في 15 نوفمبر 1950 في شيكاغو في الولايات المتحدة.

## وصلات خارجية
- أوتيس أرمسترونغ على موقع مرجع كرة القدم المحترفة.كوم (الإنجليزية)